# Бебчук, Евгений Александрович
Евгений Александрович Бебчук (31 марта 1939 — 29 октября 2005, Москва, Московская область) — советский и российский шахматист, мастер спорта СССР (1963), журналист, шахматный деятель.

## Биография
Родился 31 марта 1939 года.
Играл за студенческие сборные команды и команды Вооружённых сил СССР (1956, 1958).
С 1976 года — главный редактор еженедельника «Спортивная Москва». Победитель международного опен-турнира в городе Нови-Сад (1987).
Президент Российской шахматной федерации (1993—1996).
Много лет работал в «Московском комсомольце». В последние годы жизни и до конца своих дней издавал журнал «Строитель», также вёл шахматные обозрения в «Парламентской газете».
Умер 29 октября 2005 года в Москве. Похоронен на Донском кладбище в Москве (колумбарий 22, секция 3).

## Память
С 2012 года в Москве проводятся шахматные турниры памяти Е. А. Бебчука.

## Сочинения
- Бебчук Е. А. Школа шахматного мастерства. — М., 1987.